# Anne Bosveld
Anne Bosveld (Arnhem, 11 augustus 1995) is een Nederlandse voetballer die sinds 2011 speelt voor FC Twente.

## Carrière
Anne Bosveld maakte in 2011, samen met haar tweelingzus Lisa, de overstap van SML uit Arnhem naar FC Twente. Beiden kwamen in het beloftenelftal van de club, dat uitkomt in de Topklasse. Bosveld debuteerde voor het eerste elftal in de Eredivisie op 20 april 2012 tegen VVV-Venlo. Ze viel in en scoorde vlak voor tijd de gelijkmaker namens FC Twente.

## Statistieken
| Seizoen         | Club            |                    | Competitie      | Competitie | Competitie | Beker | Beker | Internationaal | Internationaal | Overig | Overig | Totaal | Totaal |
| Seizoen         | Club            | Wed.               | Competitie      | Dlp.       | Wed.       | Dlp.  | Wed.  | Dlp.           | Wed.           | Dlp.   | Wed.   | Dlp.   |        |
| --------------- | --------------- | ------------------ | --------------- | ---------- | ---------- | ----- | ----- | -------------- | -------------- | ------ | ------ | ------ | ------ |
| 2011/12         | FC Twente       | Vlag van Nederland | Eredivisie      | 1          | 1          | 0     | 0     | 0              | 0              | -      | -      | 1      | 1      |
| Carrière totaal | Carrière totaal | Carrière totaal    | Carrière totaal | 1          | 1          | 0     | 0     | 0              | 0              | 0      | 0      | 1      | 1      |

Bijgewerkt op 23 apr 2012 10:35 (CEST)